# Ralph Mupita
Ralph Tendai Mupita est un ingénieur, homme d'affaires et dirigeant d'entreprise zimbabwéen. 
Il est président directeur général du groupe MTN depuis le 1er septembre 2020.

## Biographie

### Enfance, éducation et débuts
Mupita naît au Zimbabwe vers 1972. Il fait ses études primaires et secondaires à la Mutare Junior School, puis la Churchill School et la Plumtree School. 
Il s'inscrit à l'Université de Cape Town, en Afrique du Sud, où il obtient un baccalauréat ès sciences en génie civil. Il obtient un MBA dans la même université. 
Il étudie également à l'Université de Harvard dans leur Graduate Management Program,.

### Carrière
En décembre 1996, après son premier diplôme, Mupita travaille comme ingénieur civil chez Haw & Inglis Civil Engineering, au Cap. Il demeure à ce poste jusqu'en décembre 1999. 
En janvier 2001, il rejoint Old Mutual South Africa, d'abord en tant que directeur de la stratégie puis comme directeur du commerce de détail pour les personnes fortunées et aisées. 
En février 2012, il devient directeur général des marchés émergents pour Old Mutual Plc. basé à Johannesburg. Il occupe ce poste jusqu'en janvier 2017.  
D'avril 2017 à août 2020, il est directeur financier de MTN Group Limited,,,. 
Le 1er septembre 2020, il remplace Rob Shuter, démissionnaire, au poste de PDG du groupe MTN.
Le 16 mai 2024, lors de l'Africa CEO Forum organisé à Kigali, Ralph Mupita obtient la récompense de « CEO of the year ».

## Vie privée
Ralph Mupita est marié à Makole Mupita, comptable agréée, propriétaire et directrice de Mahlako A Phahla Investments (Pty) Limited, créée en 2009.